# Mystrium shadow
Mystrium shadow (лат.) — вид муравьёв из подсемейства Amblyoponinae.

## Распространение
Эндемик Мадагаскара.

## Описание
Среднего размера муравьи с широкой субквадратной головой и длинными зазубренными челюстями, прикреплёнными у боковых краёв передней части клипеуса. На переднем крае наличника 6—7 зубцов. Основная окраска тела от красновато-коричневой до чёрной. Промеры рабочих муравьёв: длина головы (HL) — 1,36—2,25 мм, ширина головы (HW) — 1,37—2,36 мм, отношение ширины головы к её длине (HW/HL x 100 = CI) — 97—104, длина скапуса (SL) — 1,00—1,78 мм, индекс скапуса (отношение длины скапуса к ширине головы; SI) — 70—76, длина мандибул (ML) — 1,40—2,89 мм, длина груди (WL) — 1,55—2,67 мм. Максиллярные щупики состоят из 4 члеников, а нижнегубные из 3 сегментов.
Вид был впервые описан в 2014 году японским энтомологом Масахи Ёшимура (Masashi Yoshimura) и американским мирмекологом Брайаном Фишером (Brian L. Fisher; Department of Entomology, California Academy of Sciences, Сан-Франциско, Калифорния, США). Название M. shadow дано по причине его трудной идентификации и распространении сходным с Mystrium voeltzkowi, в тени (shadow) которого он как бы скрывается.